# Maude Harcheb
Maude Harcheb (Cannes, 1 de julio de 1987), más conocida como Maude, es una cantante francesa.
Es conocida por haber participado en 2013 en la quinta temporada de la emisión de telerrealidad Les Anges, difundida por el canal NRJ 12, donde registró el sencillo Love Is What You Make of It. Este se situó en el tercer lugar de las mejores ventas de singles en Francia.
El 1 de septiembre de 2014, publicó su primer álbum: "#HoldUp".

## Biografía
De origen cabilo y siciliano, estudió la literatura. Tomó clases de baile desde su infancia, y siguió cursos de ballet y de jazz moderno. Muy rápidamente, su pasión artística se orienta hacia el canto. Con la influencia de su padre que era guitarrista entró entonces en una escuela de música. 

## Carrera

### 2013-2014: Revelación con"Love Is What You Make of It"y su primer álbum"#HoldUp"
En marzo del 2013, es seleccionada como participante en la emisión de telerrealidad Les Anges , con el fin de registrar un sencillo a éxito en los Estados Unidos. Registra allí entonces el título "Love Is What You Make of It" , escrito y producido por Richard Zahniser y Tommy Hubbard. El sencillo sale el 16 de abril de 2013 y alcanza el tercer lugar en las mejores ventas de singles en Francia y el puesto n°12 en Bélgica. 
El mismo año, publica su segundo sencillo "Love Not Money" , que fue seleccionado por el Top 100 dejándolo en el puesto n°80 en Francia
El 24 de febrero de 2014, propone un tercer sencillo titulado "Cool", que alcanza el puesto n°144 como la mejor venta de singles durante 3 semanas.
El 21 de abril del mismo año, se estrena la versión francesa del sencillo "Trumpets" de Jason Derulo en donde aparece como intérprete.
Esto fue seguido, por la comercialización de un cuarto extracto "Rise Up" , que alcanzó el puesto n°123 del rango de clasificaciones de singles en Francia y el quinto lugar en la clasificación belga Ultratip.
El 1 de septiembre de 2014, publica su primera obra "#HoldUp", que la coloca en el puesto n°29 de ventas de álbumes en Francia y en el puesto n°146 en Bélgica.
El 17 de septiembre de 2014, publica el sencillo de promoción "Seule".
En el 2014 también, sale la compilación de temas "Les Enfants du Top 50" en donde repite el título Ouragan de Estefanía de Mónaco, sacado en 1986. El álbum se clasifica en el conteo erigiéndose en el cuarto lugar de las ventas de álbumes.

### 2015-presente: Poparoid
El 27 de abril de 2015, sale la compilación con un tema "Les Stars Font Leur Cinéma" en donde prosigue en dúo con Vitaa, el título Flashdance... What a Feeling de Irene Cara, sacado en 1983, banda original de la película Flashdance. El primer sencillo "Jamais" de su 2.º álbum titulado "Poparoid" alcanza el puesto n°33 en el rango de los primeros singles franceses. Poparoid salió el 25 de septiembre de 2015
 y ya se clasifica en el puesto n°48 en Francia y n°171 en Bélgica.

## Discografía

### Álbumes
| Año  | Álbum    | Clasificación | Clasificación | Certificaciones | Notas |
| Año  | Álbum    | FR            | BEL (Wa)      | Certificaciones | Notas |
| ---- | -------- | ------------- | ------------- | --------------- | --- |
| 2014 | #HoldUp  | 29            | 146           |                 | Ver lista1. "Love Is What You Make of It" 2. "Love Not Money" 3. "Cool" 4. "Rise Up" 5. "Bla Bla Bla" 6. "Beautiful Life" 7. "Time to Say Goodbye" 8. "What You Wanna Say" 9. "Psycho Syndrom" 10. "Seule" 11. "Hold-Up" |
| 2015 | Poparoid | 48            | 171           |                 | |

### Singles
| Año  | Sencillo                                      | Clasificación | Clasificación | Álbum                                           |
| Año  | Sencillo                                      | FR            | BEL (Wa)      | Álbum                                           |
| ---- | --------------------------------------------- | ------------- | ------------- | ----------------------------------------------- |
| 2013 | "Love Is What You Make of It"                 | 3             | 12            | #HoldUp                                         |
| 2013 | "Ocean Drive Avenue" (sous le nom Les Anges ) | 23            |               | Les Anges de la téléréalité : Allo que des Hits |
| 2013 | "Love Not Money"                              | 80            | –             | #HoldUp                                         |
| 2014 | "Cool"                                        | 144           | –             | #HoldUp                                         |
| 2014 | "Rise Up"                                     | 123           | 5* (Ultratip) | #HoldUp                                         |
| 2014 | "A l'attaque" (avec Romy M)                   | 190           | –             |                                                 |
| 2015 | "Donne moi le la" (feat. Big Ali)             | 153           | –             |                                                 |
| 2015 | "Jamais"                                      | 33            | –             |                                                 |

## Recompensas y nominaciones
| Año  | Recompensas              | Nominaciones        | Resultado | Ref.                        |
| ---- | ------------------------ | ------------------- | --------- | --------------------------- |
| 2014 | Revelación francófona    | NRJ Music Awards    | Nominado  | [ 32 ] [ 33 ] [ 34 ]        |
| 2015 | Artista femenina del año | NRJ Music Awards    | Nominado  | [ 35 ] [ 36 ] [ 37 ] [ 38 ] |
| 2015 | Coming Soon Femenino     | Melty Future Awards | Ganador   | [ 39 ]                      |